# Будинок на Олеся Гончара 32В
Будинок на Олеся Гончара 32В — історичний будинок, який розташований у місті Києві за адресою вулиця Олеся Гончара 32В.

## Історія
Ця житлова будівля є покинутим багатоквартирним будинком (на шість квартир) з дворовим флігелем, який розташований в глибині садиби. З 2004 року є щойно виявленою пам'яткою архітектури міста Києва.
Будинок нині розселений, перебуває в аварійному стані. Чотири квартири на першому поверсі належали раніше колишньому українському банку «Надра», зараз вони продаються на аукціоні.